# Der unheimliche Geisterrufer

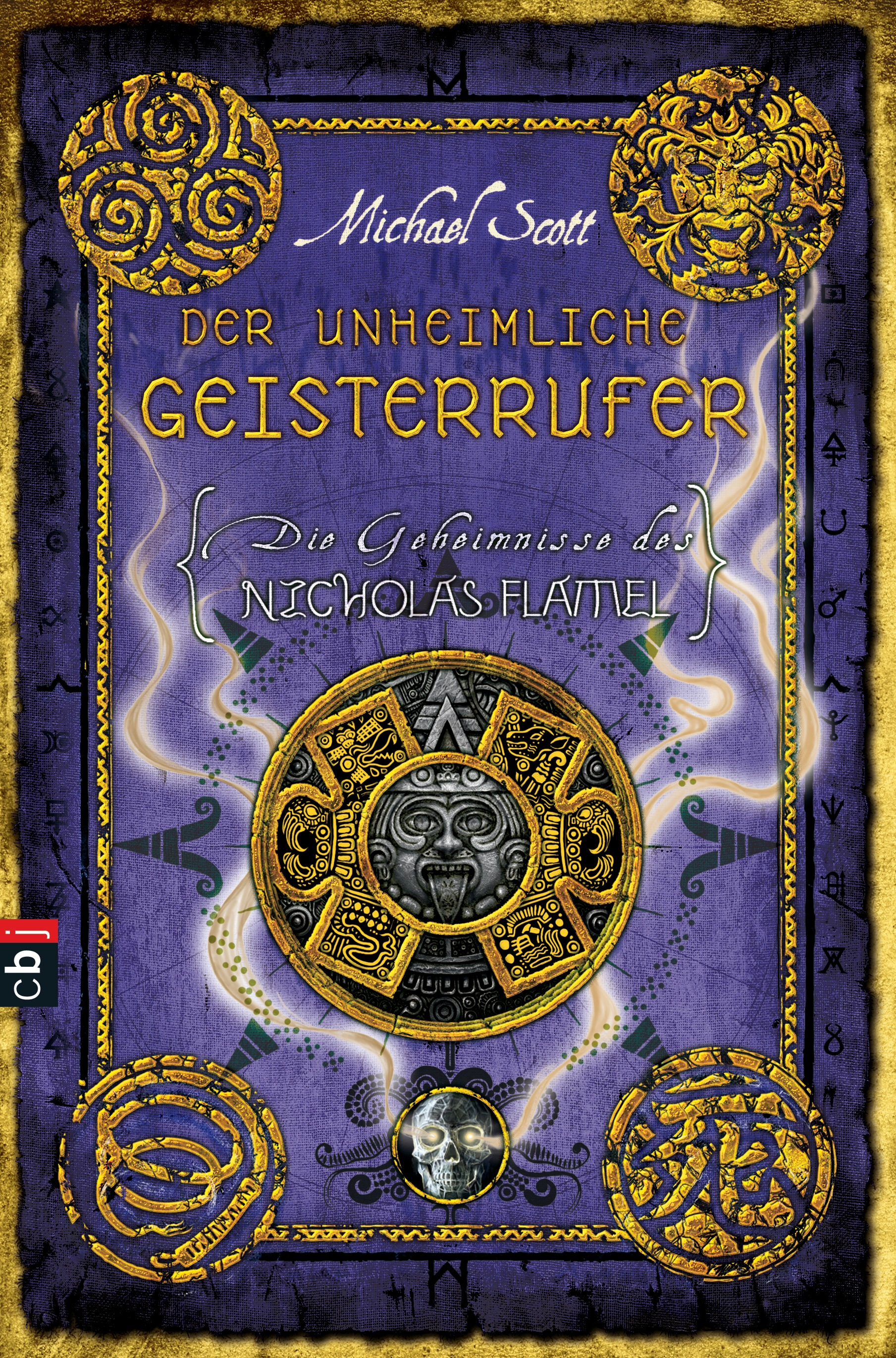
Cover der deutschen Erstausgabe

Der unheimliche Geisterrufer (Originaltitel:  The Secrets of the Immortal Nicholas Flamel – The Necromancer) ist ein Fantasyroman des irischen Autors Michael Scott aus dem Jahr 2010 und bildet den vierten Teil der Reihe Die Geheimnisse des Nicholas Flamel. Die deutsche Ausgabe wurde von Ursula Höfker übersetzt und ist am 21. Februar 2011 im cbj-Verlag erschienen.

## Aufbau
Das Buch umfasst 448 Seiten und besteht aus einem Vorwort Nicholas Flamels („aus dem Tagebuch von Nicholas Flamel, Alchemyst“), 66 Kapiteln (datiert auf Dienstag, 5. Juni und Mittwoch, 6. Juni), einer „Anmerkung des Autors“, in der Michael Scott über Alcatraz erzählt (ein wichtiger Handlungsort der Serie), und einer Danksagung. Zusätzlich wurde vor der Danksagung das erste Kapitel des fünften Bandes eingefügt. Die Widmung des Buches lautet: 

„Für Piers
cura te ipsum“

„pflege dich selbst“

## Titel
Der Titel bezieht sich auf Josh Newman, Sophies Zwillingsbruder. Es ist allerdings nicht klar, warum aus dem Originaltitel Necromancer in der deutschen Übersetzung Geisterrufer wurde. Die wörtliche Übersetzung wäre Nekromant oder Totenbeschwörer, der geplante Titel war Der Geisterbeschwörer.
Dr. John Dee verspricht Josh, ihn in der Nekromantie (Totenbeschwörung) auszubilden, wozu der Junge die Archonin Coatlicue aus einem Schattenreich herbeirufen soll. Der Originaltitel bezieht sich also auf Dees (letztendlich nicht erfülltes) Versprechen, während der deutsche Titel auf das Herbeirufen von Coatlicue durch Josh anspielt („Mit Joshs Hilfe will er [Dee] etwas Uraltes aus dem Geisterreich herbeirufen …“). Dabei wird aber nicht klar, was mit dem „Geisterreich“ gemeint ist. Der Autor Michael Scott bezeichnete die deutsche Übersetzung des Titels als „kompletten Unsinn“.

„And of course, the title Ghost Caller is complete nonsense – since no-one calls any ghosts in the book!“

„Und natürlich, der Titel Geisterrufer ist kompletter Unsinn – schließlich ruft im Buch niemand irgendwelche Geister!“

## Vorgeschichte
Die Handlung schließt direkt an den vorangegangenen Band an.

## Handlung

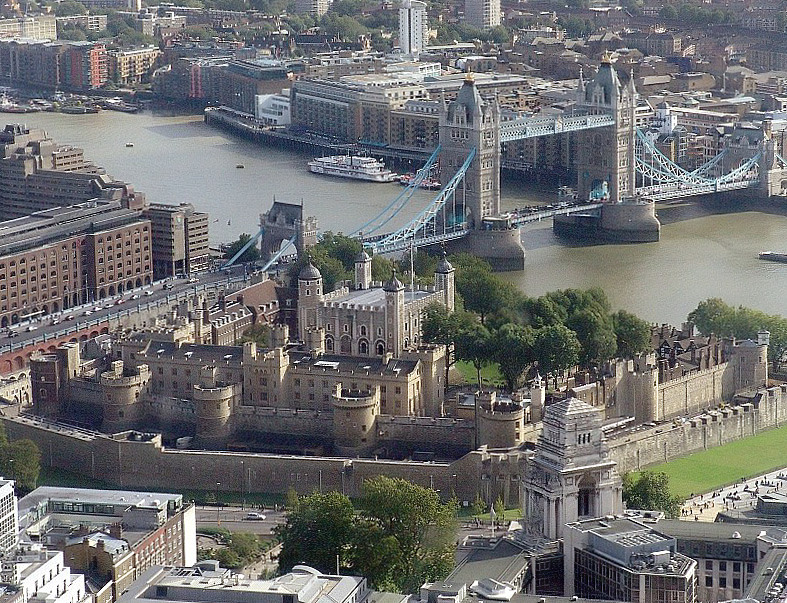
Über ein Krafttor im Tower von London wollen Dee und Virginia Dare zurück nach Amerika kommen

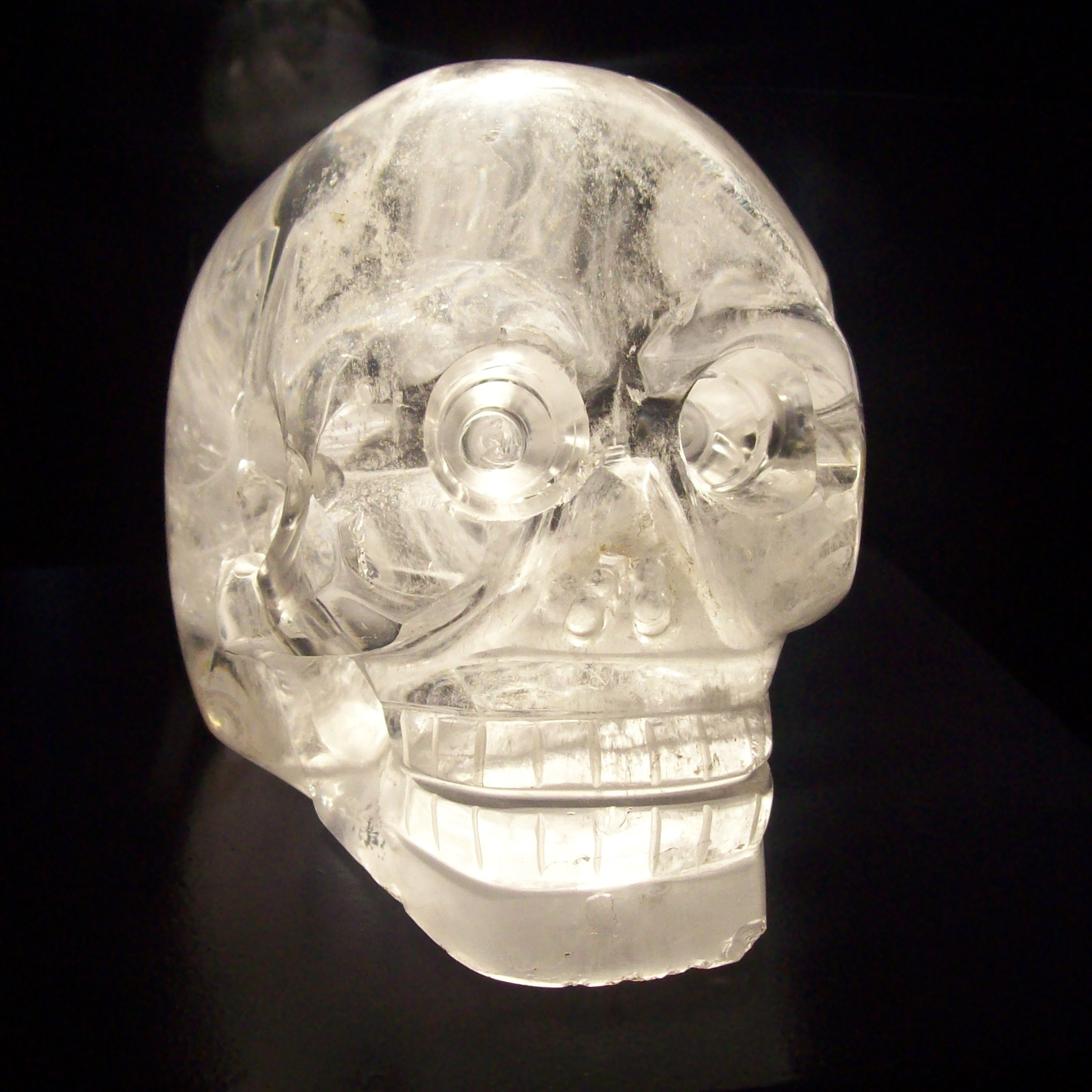
Der Kristallschädel stammt noch von den Archonen

Josh und Sophie kehren wieder zu ihrer Tante Agnes in San Francisco zurück. Nicholas Flamel hatte beschlossen, ihnen einige Tage Ruhe zu gewähren. Als die Zwillinge aber am Haus ihrer Tante eintreffen, tauchen dort der Japaner Niten und Aoife von den Schatten auf. Um zu erfahren, wo sich ihre Zwillingsschwester Scathach befindet, entführt Aoife Sophie. Josh berichtet das Geschehene sofort den Flamels, die mit ihm sofort zu Nitens Hausboot fahren. Tatsächlich stoßen sie dort auf den Japaner, Aoife und Sophie. Aoife erfährt, dass sich ihre Schwester wahrscheinlich in der Vergangenheit befindet und macht sich darauf zusammen mit den anderen auf, den Erstgewesenen Prometheus aufzusuchen, der Josh die Feuermagie beibringen soll.
Aufgrund seines Scheiterns wurde John Dee von seinen Gebietern für utlaga, gesetzlos, erklärt. Deshalb versucht eine Armee aus Cucubuths, ihn zu ergreifen, um die Belohnung zu kassieren. Doch Dees neue Verbündete Virginia Dare hilft ihm mit einer Zauberflöte, die sämtliche Cucubuths ohnmächtig werden lässt. Zusammen wollen die beiden jetzt die Weltherrschaft an sich reißen. Beim Versuch, über ein Krafttor im Tower von London nach Amerika zu gelangen, werden sie jedoch von Odins Raben Huginn und Muninn angegriffen. Mit der Kraft von Clarent und Excalibur versetzt sich Dee mit Virginia Dare rechtzeitig nach San Francisco.
Machiavelli und Billy the Kid, die auf Alcatraz festsitzen, werden von Billys altem Freund Black Hawk zum Haus von Kukulkan, einem Erstgewesenen gebracht. Dieser will sie aufgrund ihres Scheiterns zum Tod verurteilen, durch Machiavellis Redegewandtheit bekommen die beiden aber noch einen Versuch: Sie sollen die auf Alcatraz versteckten Monster auf San Francisco loslassen.
Der Graf von Saint-Germain trifft sich in London mit Palamedes und Shakespeare. Er will mit der Hilfe von Palamedesʼ Meister Tammuz entweder Scathach und Johanna zurückholen oder selbst zu ihnen in die Vergangenheit reisen. Doch wie Scathach und Johanna inzwischen bemerkt haben, befinden sie sich nicht im Pleistozän, sondern in einem Schattenreich des geheimnisvollen Marethyu. Dieser befiehlt Tammuz, Saint-Germain zu ihm zu schicken, was auch passiert; Shakespeare und Palamedes folgen nach. Marethyu erzählt den fünf Kriegern und Kriegerinnen, dass er sie auserwählt hat, mit ihm in die Vergangenheit nach Danu Talis zu reisen und die Insel untergehen zu lassen, da dies unbedingt notwendig sei. Tatsächlich folgen sie ihm.
Niten, Aoife, die Zwillinge und die Flamels sind in Prometheusʼ Schattenreich (Hades) angelangt. Der Ältere bildet Josh nach einigem Widerstreben in der Magie des Feuers aus. Doch auf Befehl von John Dee übernimmt Mars Ultor die Kontrolle über den Jungen und führt ihn zurück nach San Francisco, wo Dee und Virginia Dare ihn erwarten. Dee will die Archonin Coatlicue auf das Ältere Geschlecht loslassen. Deshalb erzählt er Josh, die Göttin könne ihn in der Kunst der Nekromantie ausbilden. Josh brauche sie nur zu rufen. Nach Dees Plan würde Coatlicue den Jungen fressen und danach leichter zu kontrollieren sein.
Über einen Kristallschädel, der mit Archon-Technologie funktioniert, beobachten die anderen den Weg von Josh. Sophie fährt mit Niten und Aoife nach San Francisco zurück, um Dees Plan zu verhindern, während die Flamels inzwischen mit der Hilfe von Prometheus versuchen, Josh über Gedanken aufzuhalten. Gerade, als Josh Coatlicue herbeigerufen hat, taucht seine Schwester mit Aoife und Niten in Dees Wohnung auf. Es beginnt ein Kampf. Als die Archonin außer Kontrolle gerät, drängt Aoife sie in das Schattenreich zurück. Damit ist aber auch die Kriegerin dort gefangen. Dee und Virginia Dare fliehen und Josh folgt ihnen aus freien Stücken.

## Figuren
Neu im vierten Band sind:

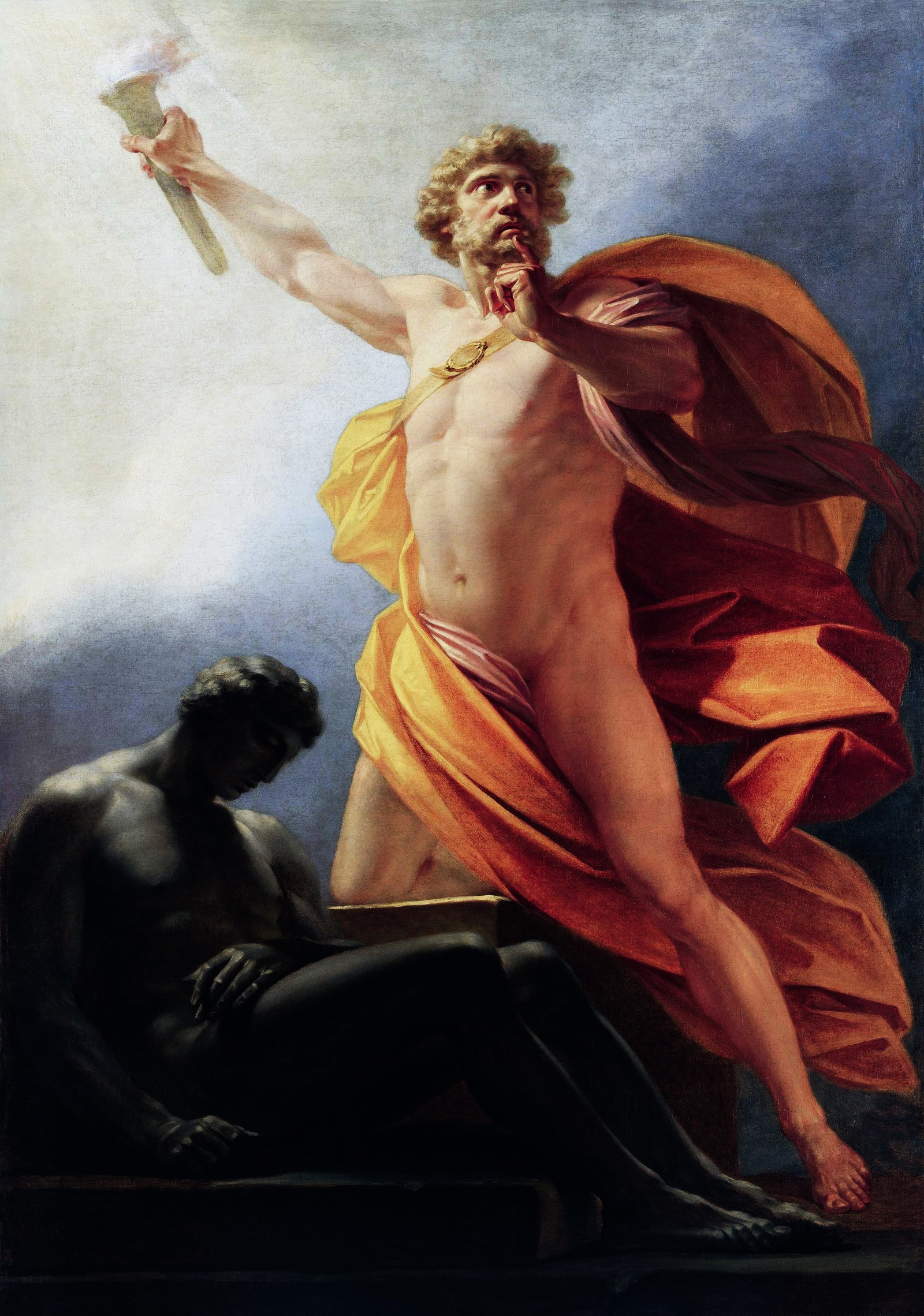
Der Ältere Prometheus

- Aoife von den Schatten: Sie ist die Zwillingsschwester von Scathach. Weil sie spürte, dass ihre Schwester aus dieser Welt verschwand, suchte sie die Zwillinge auf. Im Kampf mit der Archonin Coatlicue verschwindet sie für immer in ein fernes Schattenreich.
- Niten, auch Miyamoto Musashi: Der unsterbliche Japaner ist ein gewandter Kämpfer, aber auch ein begabter Maler. Die Unsterblichkeit wurde ihm von Benzaiten verliehen. Er lebt in einem Hausboot in der Nähe von San Francisco und kennt Aoife aus alten Zeiten; sie macht sich zusammen mit ihm auf die Suche nach Scathach.
- Virginia Dare: Die Unsterbliche lebt in London und ist als ‚Die Killerin‘ bekannt. Sie besitzt eine magische Flöte, mit der sie alle Lebewesen in einen tiefen Schlaf versetzen kann. Auf ihre Veranlassung hin wurde ihr Meister getötet, womit sie unabhängig war. John Dee verspricht ihr für ihre Hilfe die Weltherrschaft.
- Cucubuths: Sie sind wolfähnliche Bestien mit menschlichem Gesicht. Meist treten sie als kahlgeschorene junge Männer auf. Sie machen in London Jagd auf John Dee, um eine Belohnung zu kassieren. Dee gelingt es aber, ihnen zu entwischen.
- Odin und seine Raben Huginn und Muninn: Der Ältere Odin opferte sein rechtes Auge, um vom Archon Mimer altes Wissen zu erhalten. Er liebte Hekate und will sich deshalb an ihrem Mörder John Dee rächen. Er schickt dem Magier seine Raben Huginn und Muninn auf den Hals, durch deren Augen er sehen und durch deren Schnäbel er sprechen kann. Doch es gelingt den Raben nicht, Dee zu ergreifen.
- Tammuz: Der Grüne Mann ist der Meister von Palamedes. Er weiß vom bevorstehenden Weltuntergang und will deshalb seine Geschöpfe, die Waldgeister, aus dem Sherwood Forest in sein Schattenreich, den Hain von Eridhu (möglicherweise eine Anspielung auf Eridu), führen. Er ist mit dem Grafen von Saint-Germain verfeindet, weil dieser 1908 in Russland einen Wald von Tammuz niedergebrannt hat. Er hat unsterbliche Humani-Ritter wie Palamedes in verschiedene Schattenreiche geschickt, um verlorene Menschen zurückzuholen. Von Kronos, dem Meister der Zeit, hat er gelernt, wie er Einfluss auf die Zeit nehmen kann.
- Die Waldgeister (Dryaden und Nymphen): Sie sind die Untergebenen von Tammuz und bewachen sein Reich im Sherwood Forest.
- Marethyu, auch Moros, Mot, Oberour Ar Maro: Sein Name bedeutet in der alten Sprache von Danu Talis „Tod“. Er besitzt an der Stelle seiner linken Hand einen metallenen Haken. Er war dabei, als Danu Talis unterging. Mit seiner Hilfe konnte Nicholas Flamel den Codex entschlüsseln, wurde der Graf von Saint-Germain zu einem Meister der Feuermagie.
- Prometheus: Er ist der Bruder von Zephaniah, der Hexe von Endor, und der Onkel von Scathach und Aoife. Zusammen mit ihr wurde er einst von Abraham in die verfallene namenlose Stadt der Archone (wahrscheinlich wurde sie aber schon für die noch früheren Erdfürsten gebaut) geschickt, um dort eine Bibliothek zu suchen. Dabei entdeckte er Figuren aus Ton, die er mit seiner Aura zum Leben erweckte. Somit wurde er zum Schöpfer der Urmenschen. Der Graf von Saint-Germain hatte die Macht über das Feuer von ihm gestohlen; Prometheus ist der ‚Feuerfürst‘. Sein Schattenreich (bekannt als Hades) befindet sich auf der Halbinsel Point Reyes.
- Quetzalcoatl oder Kukulkan: Der Ältere ist der Meister von Billy the Kid und Black Hawk. Weil ihm Machiavellis Gebieter Aten beim Untergang von Danu Talis das Leben gerettet hat, will er Machiavelli nicht töten. Er besitzt einen gefiederten Schlangenschwanz, deshalb wird er auch ‚die gefiederte Schlange‘ genannt.
- Aten oder Akhenaten: Der Erstgewesene ist der Meister von Machiavelli und ein guter Freund von Kukulkan. Zusammen mit diesem vernichtete er einst in Ägypten, wo er lange Zeit tyrannisch herrschte, eine ganze Lebensform. Deshalb verschwand sein Name fast ganz aus den historischen Aufzeichnungen. Sein Sohn Tutanchamun hatte eine goldene Aura.
- Makataimeshekiakiak oder Black Hawk: Der unsterbliche Indianer ist ein alter Freund von Billy the Kid und holt auf Befehl seines Meisters Billy und Machiavelli von Alcatraz.
- Coatlicue: Sie ist eine Archonin und die Mutter aller Vampire. Einst war sie Wissenschaftlerin und eine Schönheit. Durch Selbstversuche wurde sie hässlich und verrückt. Sie hat Krokodilfüße und zwei Schlangenköpfe und ein Gewand aus zuckenden Schlangen. Da sie das Ältere Geschlecht hasst, versuchte sie einmal, mit ihrer Armee alles zu vernichten, was sie finden konnte. Deshalb wurde sie in ein Schattenreich verbannt.

## Rezeption

### Kritiken
Suzi Feay bemängelte in der Financial Times, dass es den menschlichen Protagonisten im Buch völlig an Persönlichkeit fehle, was sich jedoch wahrscheinlich dadurch erklären lasse, dass der Autor die Charakterisierungen der Figuren bereits in den früheren Büchern erledigt habe. Besorgniserregend für ein Jugendbuch sei, dass die Jugendlichen die meiste Zeit über völlig passiv danebenstünden, während die Erwachsenen sich mit den Hauptproblemen der Geschichte beschäftigten. Durch kurze Kapitel, zu viele Erzählperspektiven und eine ermüdende Hintergrundgeschichte sei das Buch zugleich kompliziert und langweilig.
Genevieve Gallagher rezensierte im School Library Journal das Hörbuch. Sie fand die Geschichte selbst mit all ihren historischen und mythologischen Figuren zwar „fabelhaft“, bemängelte aber, dass sie nicht für sich alleine stehen könne. Die Welt, die Scott erschaffen habe, sei „dicht gewebt und extrem komplex“ und die Handlung schaffe es, Länder, Zeiten und Dimensionen zu überspannen, obwohl sie sich an nur wenigen Tagen abspiele.

### Platzierungen
Das Buch erreichte auf der Buchreport-Bestsellerliste Platz 21 (Hardcover/Belletristik) bzw. Platz 8 (Jugendbücher). In der Bestsellerliste von USA Today erreichte die Originalausgabe Platz 20; in der Jugendserien-Bestsellerliste der New York Times stieg die Buchserie wieder auf Platz 3 auf.

## Literarische Bezüge
Im 45. Kapitel zitiert William Shakespeare sich selbst mit dem Satz: Nicht liebt, wer nimmer offenbart die Liebe (aus der Komödie Zwei Herren aus Verona), im 51. Kapitel erneut mit Wann treffen wir drei wieder zusamm’? (aus Macbeth).

## Buchausgaben
- Michael Scott: The Secrets of the Immortal Nicholas Flamel – The Necromancer. Delacorte Press, New York 2010, ISBN 978-0-385-73531-5.

- Michael Scott: Die Geheimnisse des Nicholas Flamel – Der unheimliche Geisterrufer. cbj, München 2011, ISBN 978-3-570-13785-7.
- Michael Scott: Die Geheimnisse des Nicholas Flamel – Der unheimliche Geisterrufer. cbj, München 2012, ISBN 978-3-570-40157-6 (Taschenbuchausgabe).

## Hörbuch
Es erschien kein deutschsprachiges Hörbuch.
Das englische Hörbuch ist ungekürzt und wird von Paul Boehmer gelesen. Es erschien am 25. Mai 2010 bei Listening Library. Genevieve Gallagher lobte Boehmer im School Library Journal für seine brillante Arbeit; er schlüpfe in die Rolle einer überwältigenden Anzahl von Figuren, wobei er jeder davon eine unterschiedliche Stimme gebe.